# Пајпер PA-28
Пајпер PA-28 Чироки (енгл. Piper PA-28 Cherokee) је лаки једномоторни авион америчке производње, нискокрилац с четири седишта. Користи се у школовању и обуци пилота, ваздушном таксирању и уопште, веома је користан авион за Аеро клубове. Представио га је 1960. године произвођач лаких авиона Пајпер авиони, првом верзијом Пајпер PA-28 FAA за који је издата прва летна дозвола исте године. Данас се још увек серијски производи, док су тренутне варијанте: Ероу (енгл. Arrow), Арчер III (енгл. Archer III) и Вориор III (енгл. Warrior III). Главни конкуренти ове серије су Цесна 172, Граман Американ АА-5 серија и Бичкрафт Мускетир.

## Конструкција и развој

### конструкција крила
Првобитно, сви Чироки су имали најједноставнија правоугаона крила, истог аеропрофила дуж размаха. Популарно, овај облик крила је у енглеском говорном подручју назван "Hershey Bar", по истоименој чоколади. Развојем Вориора 1974. године, Пајпер је променио облик крила у трапезно које се сужавало ка врху, при чему је било дуже за око пола метра. Ово крило је имало НАЦА 652-415 аеропрофил, а исто тако и позитиван угао диједра, тј. крила су из корена ишла под углом. Документована полетна стаза, брзина крстарења и дужина слетања, Чирокија са мотором исте снаге, али са различитим типовима крила су веома сличне и неке од разлика које постоје код каснијих крила трапезног облика су се показале нешто боље него друге конструкције. Правоугаоно крило ипак није значајно инфериорније у односу на трапезно, па се у неким случајевима показало и као боље решење.

## Верзије
Пајпер је израдио верзије унутар Чироки серије уградњом мотора јачине од 140 до 300 КС (105-220 kW) с турбо-пуњачима, нудећи фиксне или увлачеће стајне органе, пропелер с променљивим или непроменљивим кораком, као и продуженим трупом за смештај 6 особа. PA-28 са шест седишта је рађен под ознаком PA-32 (раније верзије су биле познате као " Чироки шест") и још увек се производи као Саратога модел.

### Прве верзије Пајпер PA-28 авиона
- Пајпер  Чироки из 1961. године.
- Пајпер  Чироки
- Пајпер  Чироки из 1964. године.

### Пајпер PA-28 Вориор
- Пајпер  Чироки Вориор
- Пајпер  Чироки Вориор
- Пајпер  Чироки Вориор

### ПајперАрчер
- Пајпер -180 Чироки Арчер
- Пајпер -181 Арчер
- Пајпер -181 Арчер

### ПајперАров
- Пајпер -180 Чироки Еров
- Пајпер PA-28-200 Еров
- Пајпер -201 Турбо Еров
- Пајпер -201 Турбо Еров
- Пајпер PA-28-201 Еров
- Пајпер -201 Турбо Еров

### ПајперДакота
- Пајпер -201T Турбо Дакота
- Пајпер PA-28-236 Дакота

### Остале варијанте
- Пајпер  Чироки
- Пајпер  Чироки Флит лајнер
- Пајпер  Чироки Круизер
- Пајпер  Чироки Кадет
- Пајпер  Чироки Патфајндер
- Пајпер  Чироки Чарџер
- Пајпер  Чироки Пилан

## Карактеристике
| Упоредне карактеристике варијанти авиона: Пајпер |                   |                   |                   |
| Варијанте                                        |                   | Вориор            | Арчер             |
| Опште карактеристике                             |                   |                   |                   |
| Намена                                           | Лаки вишенаменски | Лаки вишенаменски | Лаки вишенаменски |
| Бр. чланова посаде                               | 1 пилот + 3       | 1 пилот           | 1 пилот           |
| Геометрија - димензије                           |                   |                   |                   |
| Дужина авиона                                    | 7,16              | 7,25              | 7,38              |
| Висина авиона                                    | 2,25              | 2,22              | 2,44              |
| Распон крила                                     | 9,2               | 10,67             | 9,14              |
| Површина крила                                   | 15,14 2           | 15,80 2           | — 2               |
| Масе и оптерећења                                |                   |                   |                   |
| Празног авиона (нето)                            | 544               | 613               | 626               |
| Максимална полетна                               | 975               | 1105              | 1134              |
| Погон                                            |                   |                   |                   |
| Погонска група                                   | 1× Ликоминг       | 1× Ликоминг       | 1× Ликоминг       |
| Бр. и ознака мотора                              |                   |                   |                   |
| Снага мотора                                     | 150 КС, 113       | 160 КС, 119       | 180 КС, 134       |
| Перформансе                                      |                   |                   |                   |
| Брзина крстарења                                 | 201               | 233               | 217               |
| Маx. брзина на висини                            | 230               | 235               | 274               |
| Долет                                            | 867               | 1167              | 1600              |
| Оперативни плафон                                | —                 | 3350              | 4572              |